# 구로기촌
구로기촌(黒木村)은 일본 시마네현 지부군에 설치되었던 촌이다. 현재의 니시노시마정의 일부에 해당한다.